# Myter & mysterier
Myter & Mysterier är ett poddradioprogram av idéhistorikern och humanekologen Per Johansson samt programledaren och kulturjournalisten Eric Schüldt. Premiäravsnittet publicerades 20 april 2015. De första 50 avsnitten släpptes i säsonger om 10 avsnitt per säsong. Numera publiceras ett nytt avsnitt varannan fredag. Serien är finansierad via gräsrotsfinansiering och beskriver sig som obunden. Avsnitten spänner över teman som idéhistoria, mytologi, filosofi, naturvetenskap med mera. Podden är en fortsättning på serien Kunskapens träd som i sin tur var en fristående fortsättning på serien Människan och maskinen i P1.